# John Paul Jones (militar)
John Paul Jones (6 de julio de 1747-18 de julio de 1792) fue un marino escocés y el primer mando naval de los Estados Unidos en la Guerra de Independencia.

## Biografía
A pesar de que se hizo de enemigos entre las élites políticas de los Estados Unidos, sus acciones en aguas británicas durante la Revolución le ganaron una reputación internacional que persiste hasta nuestros días. Como tal, se le denomina en ocasiones como el «Padre de la Armada de los Estados Unidos» (un epíteto que comparte con John Barry). Posteriormente sirvió en la Armada Imperial Rusa, donde participó, sin mayor distinción, en las actividades navales previas a la toma de Ochakov.